# Столхаммар, Ульрика
Ульрика Столхаммар (швед. Ulrika Stålhammar, полное имя Ulrika Eleonora Stålhammar, известна также под мужским именем Vilhelm Edstedt; 1683—1733) — шведская женщина-военнослужащий, капрал.

## Биография
Родилась в 1683 году в городке Svenarum в семье подполковника Йохана Столхаммара (Johan Stålhammar, 1653—1711) и его жены Анны Лоод (Anna Brita Lood), в семье было еще пять дочерей: Элизабет Катарина (1680-1730), Брита Кристина (1689-1749), Мария София (1690-1766), Густавиана Маргарета (1691-?) и Анна Брита (1696-1756). Ульрика была также племянницей другого военного — Джона Столхаммара (1659—1708). Позже, рассказывая о своем детстве, Ульрика отмечала, что она всегда больше думала о мужской работе, чем о женских делах. После смерти родителей их имущество было утрачено, и она с неудовольствием наблюдала, как ее сестры вступают в браки, не приносящие им счастья, решив избежать этой участи.
Ульрика долго искала возможность поступить на военную службу, зарабатывая себе на жизнь разными способами, в том числе в качестве домработницы в семье губернатора округа  Mannerborg (ныне город Турку в Финляндии) и военного деятеля Каспера Йохана Берча (Casper Johan Berch). В октябре 1715 года, переодевшись в мужскую одежду и взяв имя Vilhelm Edstedt, в Кальмаре она завербовалась в армию и служила капралом артиллерии в гарнизоне этого города с 1716 по 1726 год. В канун Нового 1716 года Ульрика обручилась со служанкой по имени Мария Лёнман (Maria Löhnman) и вышла замуж за нее 15 апреля этого же года. 
Ульрика Столхаммар ушла из армии, когда получила письмо от своей сестры Катарины, которая узнала ее тайну и упрекнула за такие действия. Она вернулась к своей семье и попросила помощи у вдовы дяди — Софии Дрейк. Отправившись в Данию, Ульрика написала письмо шведским властям о прощении за свой поступок: переодевание в мужскую одежду и брак с человеком одного пола в то время были преступлениями, которые карались смертной казнью. 
Апелляционный суд города Göta постановил, что брак пары нарушил порядок природы, но обе женщины не получили строгого наказания: Ульрика Столхаммар отделалась заключением в тюрьму сроком на один месяц, а Мария Лёнман — сроком на восемь дней. В смягчении приговора поспособствовала также тётя Ульрики — София Дрейк. Выйдя на свободу, Ульрика поселилась и жила у родственников в местечке Hultsjö; Мария стала домработницей и жила у Софии Дрейк до своей смерти в 1761 году.
Умерла 16 февраля 1733 года в городе Björnskog.
Ульрика Столхаммар является героиней книги Колибрины Сандстрём (Colibrine Sandström) «Ulrica Eleonora Karl XII:s Amazon», а также пьесы, поставленной Calmare Gycklare в 2005 году.